# Вельо Милошев
Вельо (Велю) Милошев Младенов, известен като Ресенчето и дядо Вельо, е български общественик, възрожденец, участник в борбата за българска църковна независимост.

## Биография
Роден е около 1800 година в Ресен, тогава в Османската империя. Става председател на градинарския еснаф в Цариград и член на Привременния смесен екзархийски съвет. Милошев, макар и неграмотен е добър оратор и има популярност. По време на Първия църковно-народен събор Милошев обосновава правото на делегатите от епархиите в Македония и Тракия, неупоменати във фермана за основаване на Българската екзархия, да участват в събора. В Охрид има 20 хиляди български фамилии, казва той.
| „ | Ферманът, пита реторично той, не предвижда ли истилям? Но ако такова допитване до народа все още не е фактически проведено, то може ли някой да се съмнява в евентуалния му резултат, тъй като, допълва той преди да бъде изпратен с овации в Охридската и Битолска епархия, например, българите са не просто две трети, колкото изисква ферманният член 10 за присъединяване към Екзархията - но те съставляват почти цялото им православно население. | “ |

Умира в 1893 година в родния си Ресен.
Дъщеря на сина му Мице Вельов е известната българска лекарка Захарина (Захария) Димитрова. Внук на Мице Вельов е член на Софийския апелативен съд. Друг негов внук е Борис Велев.